# O Verão em que Hikaru Morreu
O Verão em que Hikaru Morreu (japonês: 光が死んだ夏, Hepburn: Hikaru ga Shinda Natsu) é uma série de mangá japonesa escrita e ilustrada por Mokumokuren. Começou a serialização no site Young Ace Up da Kadokawa Shoten em agosto de 2021. Até julho de 2025, os capítulos individuais da série foram coletados em sete volumes tankōbon. Segue a história de Yoshiki, um adolescente do interior do Japão que descobre que seu melhor amigo Hikaru morreu e foi trocado por uma entidade sobrenatural com suas memórias e personalidade, forçando-o a navegar pelo relacionamento perturbado entre eles em meio a perigos sobrenaturais.
Mokumokuren concebeu a obra pela primeira vez enquanto estudava para exames e depois começou a postar desenhos no Twitter, o que levou ao interesse do departamento editorial da Young Ace Up de serializar o mangá por meio do seu website. Uma adaptação em anime para televisão produzida pelo estúdio CygamesPictures estreou em 5 de julho de 2025.
Após o lançamento do primeiro volume, a série se tornou um sucesso comercial e de crítica, com o primeiro volume vendendo 200 000 cópias em três meses e recebendo elogios da crítica pela história, arte e personagens.

## Trama
Os adolescentes Yoshiki e Hikaru moram em uma cidadezinha rural no Japão. Apesar de suas personalidades opostas e gostos bem diferentes, os dois são muito amigos. Em um dia de inverno, Hikaru sai sozinho para uma caminhada na montanha e acaba sofrendo um acidente fatal. Mas, antes de morrer, ele é possuído por um ser misterioso, que assume sua forma física. Esse "Hikaru" tem todos os sentimentos e memórias do original, mas, ainda assim, não é ele — algo que o melhor amigo percebe rapidamente. Yoshiki ainda quer manter a amizade, mas a natureza alienígena de "Hikaru", outros seres sobrenaturais e caçadores dessas criaturas podem tornar essa relação impossível.

## Personagens
Hikaru Indo (忌堂 光, Indō Hikaru)
Voz de: Yōtarō Negishi (vomic, vídeo promocional 1), Hiro Shimono (vídeo promocional 2), KENN  (vídeo promocional 3), Junya Enoki (vídeo promocional 4), Shūichirō Umeda (anime)
Yoshiki Tsujinaka (辻中 佳紀, Tsujinaka Yoshiki)
Voz de: Tomohiro Ohno (vomic, vídeo promocional 1), Yoshitsugu Matsuoka (vídeo promocional 2), Tomoaki Maeno (vídeo promocional 3), Koki Uchiyama (vídeo promocional 4), Chiaki Kobayashi (anime)
Asako Yamagishi (山岸朝子, Yamagishi Asako)
Voz de: Yumiri Hanamori
Rie Kurebayashi (暮林理恵, Kurebayashi Rie)
Voz de: Wakana Kowaka
Tanaka (田中)
Voz de: Chikahiro Kobayashi
Yūta Maki (巻ゆうた, Maki Yūta)
Voz de: Yoshiki Nakajima
Yuki Tadokoro (田所結希, Tadokoro Yuki)
Voz de: Shion Wakayama

## Produção
Mokumokuren concebeu a série pela primeira vez enquanto estudava para os exames de admissão ao ensino médio. Após se formar, começou a postar desenhos no Twitter em seu tempo livre em janeiro de 2021. Mokumokuren foi posteriormente abordado pelo departamento editorial da Young Ace Up para serializar o mangá no website deles, aceitando o convite. Mokumokuren é fã de mangás de ação da Weekly Shōnen Jump e da Weekly Young Jump, particularmente Tokyo Ghoul.
Ao escrever a história, Mokumokuren tenta manter o terror no mínimo, tentando apelar às emoções das pessoas em vez de apenas ser assustador. Mokumokuren também acredita que o tema da história contribui para o terror com base no efeito da ponte suspensa, que afirma que é mais fácil se apaixonar quando se sente ansioso ou com medo. Para a arte, Mokumokuren tenta usar onomatopeias que não são usadas com frequência, ao mesmo tempo em que mantém a cautela para garantir que funcione corretamente no contexto da história.
Mokumokuren primeiro introduziu a história em 2021 como uma one-shot do gênero boys' love. No entanto, revisando sua posição e declarando que o mangá nunca foi serializado como uma história boys' love devido à falta de romance, Mokumokuren descreveu a série como um "terror de amadurecimento" com temas "queer".

### Ambientação
Mokumokuren usou a cidade natal de sua avó como inspiração, onde as casas eram todas amontoadas e era normal que os vizinhos entrassem e saíssem sem permissão, tomando-a como inspiração durante sua visita à região. Como Mokumokuren queria que os personagens falassem em um dialeto distinto, procurou por um um que fosse "ligeiramente diferente do dialeto de Kansai" e decidiu o ambientar a história em um lugar que está localizado na "área montanhosa da região de Tokai". Como resultado, uma cidade rural fictícia localizada entre montanhas na província de Mie se tornou o cenário da série, e alguns personagens falam falando no dialeto de lá.

## Mídias

### Mangá
Escrita e ilustrada por Mokumokuren, a série começou a ser serializada no site Young Ace Up da Kadokawa Shoten em 31 de agosto de 2021. Até julho de 2025, os capítulos individuais da história foram coletados em sete volumes tankōbon.
Em fevereiro de 2023, a Panini Comics anunciou que tinha licenciado a série para publicação no Brasil. Foi lançado em Portugal em agosto de 2025 pela Editorial Presença.

#### Volumes
| N.º | Japonês               | Japonês           | Português                                    | Português                         |
| N.º | Data de lançamento    | ISBN              | Data de lançamento                           | ISBN                              |
| --- | --------------------- | ----------------- | -------------------------------------------- | --------------------------------- |
| 1   | 4 de março de 2022    | 978-4-04-112273-0 | - BR Abril de 2023 - PT 20 de agosto de 2025 | 978-6-52591445-9 978-9-72237706-5 |
| 2   | 4 de outubro de 2022  | 978-4-04-112960-9 | Agosto de 2023                               | 978-6-52590714-7                  |
| 3   | 2 de junho de 2023    | 978-4-04-113700-0 | Fevereiro de 2024                            | 978-6-52590701-7                  |
| 4   | 4 de dezembro de 2023 | 978-4-04-114339-1 | Julho de 2024                                | 978-6-52591943-0                  |
| 5   | 4 de junho de 2024    | 978-4-04-114997-3 | Fevereiro de 2025                            | 978-6-52592835-7                  |
| 6   | 4 de dezembro de 2024 | 978-4-04-115608-7 | Agosto de 2025                               | 978-6-52593838-7                  |
| 7   | 4 de julho de 2025    | 978-4-04-115682-7 | —                                            | —                                 |

### Romance
Uma romantização do mangá, escrita por Mio Nukaga, foi publicada pela Kadokawa Shoten em 4 de dezembro de 2023.

### Anime
Uma adaptação para anime foi anunciada em 24 de maio de 2024. Mais tarde, foi revelado que seria uma série de televisão produzida pela CygamesPictures e dirigida e escrita por Ryōhei Takeshita, com designs de personagens e direção de animação chefiada por Yuichi Takahashi, e animação "Dorodoro" administrada por Masanobu Hiraoka. Estreou em 6 de julho de 2025 na Nippon TV e suas afiliadas. A Netflix transmitirá a série globalmente, com a Abema transmitindo-a gratuitamente no Japão.
A música-tema de abertura é "Saikai" (再会; lit. Reunião) de Vaundy, enquanto a música de encerramento é "Anata wa Kaibutsu" (あなたはかいぶつ; lit. Você é um monstro) de Tooboe.

#### Episódios
| N.º | Título                                                                                 | Dirigido por                          | Escrito por      | Storyboard por              | Direção de animação                                                                        | Exibição original    |
| --- | -------------------------------------------------------------------------------------- | ------------------------------------- | ---------------- | --------------------------- | ------------------------------------------------------------------------------------------ | -------------------- |
| 1 | "Substituto" Transliteração: "Daitaihin" (em japonês: 代替品)                          | Toshifumi Akai                        | Ryōhei Takeshita | Ryōhei Takeshita            | Yūichi Takahashi                                                                           | 5 de julho de 2025   |
| Após desaparecer misteriosamente por uma semana no Monte Nisayama durante o inverno, Hikaru Indo aparentemente retorna à sua vila rural. No entanto, seis meses depois, seu amigo de infância Yoshiki Tsujinaka começa a notar estranhas inconsistências no comportamento, nas memórias e nas reações dele. Confrontando-o, Yoshiki descobre que o verdadeiro Hikaru está morto e que o que está diante dele é uma entidade sobrenatural que tomou conta do corpo e da mente de Hikaru. Apesar do medo e da dor, Yoshiki opta por manter esse segredo, não querendo deixar ir a pessoa que amava. Enquanto isso, eventos ameaçadores começam a se desenrolar pela vila, quando uma mulher idosa, Sra. Matsuura, reconhece Hikaru como um ser da lenda local e morre logo depois. Um misterioso investigador chamado Tanaka se interessa pela perturbação da vila, sugerindo ameaças maiores que estão por vir. |                                                                                        |                                       |                  |                             |                                                                                            |                      |
| 2 | "Suspeita" Transliteração: "Giwaku" (em japonês: 疑惑)                                 | Mitsuhiro Osako                       | Oki Maruyama     | Mitsuhiro Osako             | Mai Watanabe Ryunosuke Ouchi                                                               | 12 de julho de 2025  |
| Tanaka chega para investigar a morte da idosa e supõe que uma entidade das montanhas tenha encontrado um caminho para a vila e encontrado uma maneira de se esconder à vista de todos. Um amigo de Yoshiki e Hikaru pede que voltem para a casa com ele por um atalho na floresta para provar se o caminho é assombrado. Lá, Yoshiki avista uma entidade estranha com um pescoço alongado que tenta se agarrar a ele, mas é protegido por Hikaru, que a "devora". Ao perguntar mais tarde como isso aconteceu, Hikaru permite que Yoshiki toque em sua pele e sinta o que ele realmente é por dentro. Mais tarde, Yoshiki é confrontado por Rie Kurebayashi, uma moradora local que tem a capacidade de sentir ocorrências sobrenaturais; ela reconhece que o garoto está passando tempo com algo sobrenatural, embora não saiba que a fonte é Hikaru, e o avisa sobre ficar perto de tal fenômeno, afirmando que isso resultará em ele se tornar "misturado". |                                                                                        |                                       |                  |                             |                                                                                            |                      |
| 3 | "Negação" Transliteração: "Kyozetsu" (em japonês: 拒絶)                                | Asaka Yokoyama Kohei Kido Ayumu Uwano | Ryōhei Takeshita | Asaka Yokoyama              | Saori Yanaga Guonian Wang Akane Kasasagi Hiroko Seigan                                     | 19 de julho de 2025  |
| Rie e Yoshiki eventualmente entram em contato, com ela revelando que passou por algo semelhante. Seu falecido marido retornou à sua vida de alguma forma, e embora ela estivesse inicialmente feliz, isso resultou no ferimento de seu filho, o que a fez perceber a gravidade de estar envolvida com o sobrenatural e que os humanos não foram feitos para ficar próximos de tais seres. Ela ainda revela que pode sentir uma distorção afetando a vila e as áreas locais, e acredita que o ser dentro de Hikaru foi o responsável por manter essa distorção presa na montanha em que vivia e, sem sua presença, a distorção está se espalhando. Yoshiki tenta se distanciar de Hikaru, mas ao fazê-lo, os dois acabam em uma discussão, que termina com Hikaru acidentalmente sufocando Yoshiki por um momento. Hikaru recua em arrependimento, enquanto Yoshiki passa a reconhecer que Hikaru não é mais a pessoa que ele conhecia, mas alguém novo, semelhante a uma criança. Os dois eventualmente se reconciliam, pedindo desculpas um ao outro, e Yoshiki resolve ajudar e apoiar Hikaru.                                       |                                                                                        |                                       |                  |                             |                                                                                            |                      |
| 4 | "Festival de Verão" Transliteração: "Natsumatsuri" (em japonês: 夏祭り)                | Yoshiyuki Shirahata                   | Oki Maruyama     | Yoshiyuki Shirahata         | Akira Okazaki Aoi Maekawa Reia Nihei Guonian Wang Studio Mindo                             | 26 de julho de 2025  |
| A amiga de Yoshiki, Asako Yamagishi, detecta corretamente um espírito nos trilhos do trem local, que Rie posteriormente remove. Hikaru, Yoshiki e sua irmã mais nova Kaoru comparecem ao Festival de Verão, onde os moradores fofocam sobre o casamento infeliz de seus pais e a ausência constante da menina na escola. Tanaka continua sua investigação da cidade e seu hamster de estimação detecta a presença de Hikaru no festival, que é impedido de entrar no santuário local por uma barreira misteriosa. Os membros da vila se preocupam com um ritual que Hikaru deveria realizar na floresta, que apenas homens de sua família poderiam realizar. Yoshiki relembra o Hikaru original e revela que encontrou seu cadáver, enquanto sua versão monstruosa o conforta. Uma cena pós-créditos mostra o Hikaru original escorregando e se ferindo mortalmente na floresta, e enquanto morre, ele imagina Yoshiki e implora aos espíritos que se certifiquem de que ele não será deixado sozinho. |                                                                                        |                                       |                  |                             |                                                                                            |                      |
| 5 | "O Fantasma da Peruca" Transliteração: "Katsura no Obake" (em japonês: カツラのオバケ) | Wang Chihsia Ryūta Kawahara           | Ryohei Takeshita | Wang Chihsia Ryūta Kawahara | Guonian Wang Mai Watanabe Reia Nihei Akira Okazaki Chika Nōmi                              | 2 de agosto de 2025  |
| Kaoru fica aterrorizada após encontrar um tufo de cabelo senciente no banheiro. Hikaru convida Yoshiki para colocar a mão em seu peito novamente; a princípio, ele gosta, mas o rejeita quando Hikaru tenta senti-lo dentro dele. Mais tarde, enquanto estão com seu amigo Maki, Hikaru concorda em exorcizar o banheiro da família de Yoshiki. Depois de ficar lá por muito tempo, Yoshiki entra e vê Hikaru aparentemente se afogado, antes de ser puxado para dentro da banheira pelos espíritos. Yoshiki se encontra em uma realidade estranha, repleta de cérebro gigantes, que zombam dele com insultos que recebeu ao longo da vida. Em seguida, ele revive uma lembrança de infância, quando ele e Hikaru brigaram fisicamente por causa da morte de seu pássaro de estimação. Na realidade, Yoshiki começa a afogar Hikaru na banheira, mordendo seu braço e deixando uma marca, antes que Hikaru consiga remover o espírito de sua mente. Os dois então jantam com Kaoru e a mãe de Yoshiki, que reflete sobre o dano que poderia ter causado.                                                                               |                                                                                        |                                       |                  |                             |                                                                                            |                      |
| 6 | "Asako" (em japonês: 朝子)                                                             | Fumiaki Kataoka Shinya Kawabe         | Fumiaki Kataoka  | Wang Chihsia Ryūta Kawahara | KAGO Saori Yanaga Gorō Taki Akane Kasasagi Aoi Maekawa Hiroko Seigan Renta Inoue Chen Zitu | 9 de agosto de 2025  |
| Hikaru hospeda Yoshiki, Asako, Maki e Yuki em sua casa para uma festa do pijama. Enquanto isso, o espírito de Tanaka começa sua busca. Na festa, Yoshiki descobre um bilhete misterioso no quarto de Hikaru, que ele guarda. O grupo se diverte com estrelinhas, mas quando o isqueiro quebra, Asako se oferece para ir comprar um novo com Hikaru. Enquanto caminham juntos, ela pergunta quem ele realmente é. Em sua infância, sua avó explicou que sua família pode frequentemente sentir o mundo espiritual, e os espíritos podem ser bons e maus. No presente, Hikaru tenta matar Asako, mas é interrompido por Yoshiki, fazendo-a desmaiar. Yoshiki confronta Hikaru, que revela sua falta de compreensão sobre a diferença entre vida e morte e admite ter assassinado a Sra. Matsuura, o que faz Yoshiki vomitar. Asako acorda e acusa Hikaru de ter sido possuído por um fantasma, mas acredita que ele seja o protetor de Yoshiki. Na manhã seguinte, Hikaru reflete em particular sobre o significado da vida e seus sentimentos por Yoshiki. Para seu choque, Yoshiki chega para buscá-lo para a escola, como de costume. |                                                                                        |                                       |                  |                             |                                                                                            |                      |
| 7 | "Determinação" Transliteração: "Ketsui" (em japonês: 決意)                             | Yuka Hashimoto                        | Ryōhei Takeshita | Ryōhei Takeshita            | Kyoko Niimura Renta Inoue                                                                  | 16 de agosto de 2025 |

## Recepção
No Next Manga Award de 2022 , Hikaru ga Shinda Natsu ficou em 11.º lugar na categoria de webmangás. Foi também a escolha mais popular entre os votantes em chinês tradicional. A série liderou a edição de 2023 da lista Kono Manga ga Sugoi! da Takarajimasha dos melhores mangás para leitores do sexo masculino. Também foi indicado para o 16.º Manga Taishō. A série ficou em quinto lugar no Nationwide Bookstore Employees' Recommended Comics de 2023. Ficou ainda em sétimo lugar no sétimo Tsutaya Comic Award. Em 2023, a série foi listada pela Biblioteca Pública de Nova Iorque entre seus Melhores Livros para Adolescentes daquele ano. Ficou em 29.º lugar na lista de "Livro do Ano" de 2023 da revista Da Vinci.  Em 2024, o primeiro volume e Mokumokuren foram nomeados para o Eisner Award de Melhor Edição Americana de Material Internacional - Ásia e de Melhor Escritor/Artista, respectivamente. A série também foi indicada ao primeiro American Manga Awards da Japan Society e do Anime NYC de Melhor Série de Mangá Contínua em 2024 e em 2025. Foi ainda nomeada para o Harvey Award na categoria Melhor Mangá no mesmo ano, sendo indicada na mesma categoria em 2025.
O primeiro volume recebeu três vezes mais pedidos do que cópias disponíveis na primeira tiragem. O volume foi reimpresso seis vezes em três meses, tendo mais de 200 000 cópias em circulação. Até outubro de 2022, a série tinha 550 000 cópias em circulação. Em junho de 2023, o número tinha aumentado para 1,4 milhão de cópias. Em 4 de novembro de 2024, a série tinha alcançado três milhões de cópias impressas. Em 4 de julho de 2025, ultrapassou 3,5 milhões de cópias em circulação.
Chanmei do Real Sound elogiou a história e os personagens como "emocionais". Também elogiou a arte, acreditando que complementava bem a história. Tensako Miura do An An elogiou a história, os personagens principais e a arte, notando positivamente o uso de tons de preto nela.